# Susanville
Susanville – miasto w Stanach Zjednoczonych, w stanie Kalifornia, siedziba administracyjna hrabstwa Lassen.